# Утопія (телесеріал)
«Утопія» (англ. Utopia) — фантастичний трилер, сюжет якого оповідає про групу раніше незнайомих людей, в розпорядженні яких опиняється рукопис якогось роману під назвою «Утопія». У ньому, як передбачається, передвіщені найгірші лиха, що спіткали людство в попереднє століття. Герої серіалу «Утопія» незабаром привертають увагу якоїсь секретної неурядової організації під назвою Мережа. Якщо вони хочуть вижити, їм доведеться навчитися втікати від її переслідування.
Світова прем'єра відбулася 15 січня 2013 року. Перший сезон складається з 6 серій. Прем'єра другого сезону відбулася 14 липня 2014 року. Другий сезон також складається з 6 серій.

## Римейки
Планувався римейк від Девіда Фінчера у 2015 році, але пізніше через те, що Фінчеру не вдалося узгодити бюджет, проєкт скасували. 
Вихід римейку «Утопія» 2020 року на каналі Amazon Prime запланований у вересні; в середині серпня 2020 року з'явився перший трейлер нового серіалу. Вісім епізодів американської адаптації, створеної Ґіліян Флінн, вийшли на потоковому сервісі Amazon Prime Video 25 вересня 2020 року. У листопаді оголошено про закриття проєкту.

## У ролях
- Фіона О'Шонессі — Джессіка Гайд
- Александра Роуч — Бекі
- Нейтан Стюарт-Джарет — Йен
- Аділь Ахтар — Вілсон
- Олівер Вулфорд — Грант
- Ніл Маскелл — Арбі / П'єтро
- Джеральдіна Джеймс — Мілнер
- Емілія Джонс — Аліса

## Премії і номінації
У 2014 році серіал був номінований на премію Еммі як найкращий драматичний серіал.
| Рік  | Номінація                 | Категорія                          | Одержувач               | Результат | Прим.  |
| ---- | ------------------------- | ---------------------------------- | ----------------------- | --------- | ------ |
| 2013 | RTS Craft & Design Awards | Effects — Picture Enhancement      | Aidan Farrell           | Перемога  | [ 5 ]  |
| 2013 | RTS Craft & Design Awards | Music — Origxuy                    | Cristobal Tapia de Veer | Перемога  | [ 6 ]  |
| 2013 | RTS Craft & Design Awards | Production Design — Drama          | Kristian Milsted        | Номінація | [ 7 ]  |
| 2014 | RTS Programme Awards      | Drama Series                       | Utopia                  | Номінація | [ 8 ]  |
| 2014 | RTS Programme Awards      | Writer — Drama                     | Dennis Kelly            | Номінація | [ 8 ]  |
| 2014 | BAFTA TV Craft Awards     | Writer — Drama                     | Dennis Kelly            | Номінація | [ 9 ]  |
| 2014 | BAFTA TV Craft Awards     | Photography And Lighting — Fiction | Ole Birkeland           | Номінація | [ 9 ]  |
| 2014 | BAFTA TV Craft Awards     | Director — Fiction                 | Marc Munden             | Номінація | [ 9 ]  |
| 2014 | BAFTA TV Craft Awards     | Digital Creativity                 | TH_NK                   | Номінація | [ 9 ]  |
| 2014 | International Emmy        | Best Drama Series                  | Utopia                  | Перемога  | [ 10 ] |
| 2014 | RTS Craft & Design Awards | Costume Design — Drama             | Marianne Agertoft       | Номінація | [ 11 ] |
| 2014 | RTS Craft & Design Awards | Effects — Picture Enhancement      | Aidan Farrell           | Номінація | [ 11 ] |
| 2014 | RTS Craft & Design Awards | Music — Original Score             | Cristobal Tapia de Veer | Номінація | [ 11 ] |
| 2014 | RTS Craft & Design Awards | Production Design — Drama          | Jennifer Kernke         | Перемога  | [ 11 ] |
| 2014 | RTS Craft & Design Awards | Photography — Drama                | Lol Crawley             | Перемога  | [ 11 ] |
| 2015 | RTS Programme Awards      | Best Actor — Male                  | Adeel Akhtar            | Номінація | [ 12 ] |
| 2015 | BAFTA TV Awards           | Supporting Actor                   | Adeel Akhtar            | Номінація | [ 9 ]  |

### Саундтрек
Саундтрек був написаний Крістобалем Тапією де Веером. Альбом під назвою Utopia (Original Television Soundtrack) побачило світ 7 жовтня 2013 року на CD та Mp3.
1. «Utopia Overture» (3:32)
2. «The Network» (3:21)
3. «Dislocated Thumbs (Pt. 1)» (2:17)
4. «Mr. Rabbit's Game» (1:05)
5. «Conspiracy (Pt. 1)» (2:53)
6. «Meditative Chaos» (3:10)
7. «A New Brand of Drug» (2:13)
8. «Samba De Wilson» (2:15)
9. «Slivovitz» (1:43)
10. «Bekki On Pills (Pt. 1)» (1:01)
11. «Where Is Jessica Hyde? (Pt. 1)» (3:39)
12. «Arby's Oratorio» (1:38)
13. «Jessica Gets Off» (3:18)
14. «Mr. Rabbit It Is» (2:51)
15. «Lovechild» (1:03)
16. «Mind Vortex» (2:48)
17. «Twat» (2:02)
18. «Bekki On Pills (Pt. 2)» (3:16)
19. «Fertility Control» (1:50)
20. «Janus Saves» (2:51)
21. «Evil Prevails» (2:55)
22. «Conspiracy (Pt. 2)» (4:56)
23. «Dislocated Thumbs (Pt. 2)» (1:28)
24. «Utopia Descent» (2:42)
25. «Where Is Jessica Hyde? (Pt. 2)» (4:08)
26. «Utopia's Death Cargo» (1:38)
27. «The Experiment» (6:16)
28. «Utopia Finale» (2:35)